# Saint-Victor-la-Coste
Saint-Victor-la-Coste este o comună în departamentul Gard din sudul Franței. În 2009 avea o populație de 1.869 de locuitori.

## Evoluția populației
| An        | 1975 | 1982  | 1990  | 1999  | 2006  | 2009  |
| --------- | ---- | ----- | ----- | ----- | ----- | ----- |
| Populație | 951  | 1.143 | 1.285 | 1.524 | 1.769 | 1.869 |